# Ovelgönne
Ovelgönne è un comune di 5 262 abitanti della Bassa Sassonia, in Germania.
Appartiene al circondario (Landkreis) del Wesermarsch (targa BRA).